# 마터스부르크
마터스부르크(Mattersburg, 옛 이름 Mattersdorf, 헝가리어: Nagymarton, 크로아티아어: Materštof)는 오스트리아 부르겐란트주의 도시로, 마터스부르크군의 행정 중심지이다.